# А-1
А-1 (А, «Аннушка») — первый промышленный оружейный ядерный реактор в СССР и Европе, первый в СССР и Европе ядерный реактор с охлаждением, памятник науки и техники.

## История
Задача устройства первого оружейного реактора возникла при проектировании первой советской ядерной бомбы РДС-1.
Для создания бомбы было необходимо ядерное взрывчатое вещество, по простоте, быстроте и стоимости был выбран оружейный плутоний (плутоний-239), который является результатом облучения нейтронами урана-238.
Для отработки принципов работы реактора в Москве был построен реактор Ф-1, на котором были наработаны практика сборки, принципы управления и условия защиты реактора.
При его эксплуатации выяснилось, что для наработки необходимого количества плутония необходимо строить реактор с улучшенной биологической защитой и отводом тепла, что и было реализовано в проекте А-1.

## Строительство
На момент строительства реактор являлся главным объектом всей советской промышленности, нацеленной на выполнение стратегической задачи — достижения ядерного паритета с США. Работы на стройке А-1 правительственный Специальный комитет поручил Главпромстрою НКВД СССР, от которого ответственной организацией был назначен Челябметаллургстрой во главе с генерал-майором инженерной службы Яковом Давыдовичем Рапопортом.
10 ноября 1945 года Я. Д. Рапопорт подписал приказ об организации строительного района № 11, который должен был незамедлительно приступить к строительству временных дорог, железнодорожного разъезда, силовой и осветительной электролиний, линий телефонной связи. Предстояло построить не один реактор, а несколько — целый реакторный завод. А рядом радиохимическое предприятие для получения плутония и завод по производству деталей для ядерной бомбы. 
24 ноября 1945 года изыскатели забили первый колышек на месте расположения будущего плутониевого реактора, а 1 декабря 1945 года постановлением СНК СССР место строительства было утверждено, с присвоением объекту номера 817 (Комбинат № 817, База № 10). 24 апреля 1946 года секция № 1 Научно-технического совета Первого Главного Управления при Совете Министров СССР приняла генплан, а в августе 1946 года утвердила принципиальный проект вертикального реактора, сконструированного Владимиром Иосифовичем Меркиным. Пуск был назначен И. В. Сталиным на 7 ноября 1947 года. 
В феврале 1946 года специалисты Гидросектора НИИХиммаша во главе Доллежалем Николаем Антоновичем придумали компоновку ядерного реактора с вертикальной загрузкой вместо горизонтальной.
8 июля 1946 года Я. Д. Рапопорт подписал приказ об организации Первого промышленного района, руководить которым был поставлен Д. К. Семичастный, главным инженером строительства объекта № 1 был назначен В. А. Сапрыкин, при этом продолжал быть главным инженером Челябметаллургстроя.
Стройка, центром которой был реактор, была переименована: вместо строительного района № 11 употреблялось название строительное управление № 859.
Работы по рытью котлована начались в августе 1946 года.
Московское руководство дало Сапрыкину указание завершить работы по созданию котлована к концу года.
17 октября 1946 года вышел приказ В. А. Сапрыкина к 22 октября отрыть котлован на глубину 8 м и к 25 ноября отрыть котлован на 24 м.
По состоянию на 1 января 1947 года работы на котловане должны были быть полностью завершены, но по ряду причин строители не могли достичь этого результата.
Когда это стало ясно, Сапрыкин перестроил работу стройки, увеличил продолжительность смен и нормы выработки, отменил выходные, организовал социалистическое соревнование со вручением победителям Красного знамени, вымпелов и денежных премий, привлёк к работам взрывников: специальный инженерный батальон под командованием Я. И. Ентина начал проводить взрывные работы большой мощности с 9 ноября 1946 года.
Д. К. Семичастный и В. А. Сапрыкин проработали на стройке до 15 января 1947 года, после них первым промышленным строительным районом стали руководить инженер-капитан Д. С. Захаров, главным инженером стройки был назначен А. К. Грешнов.

### Котлован
Строительство котлована под реактор было крайне секретным. Котлован реактора стал центром строительства комбината «Маяк» того времени.
Строительство объекта такого размера стало вызовом для строительной науки того времени: пришлось применять наиболее современные на тот момент механизмы и создавать уникальные приспособления. Несмотря на это, в строительстве преобладала ручная работа: на объекте трудилось 500 землекопов в зимнее время и две смены по 1500 летом. В пусковой период количество землекопов достигало 11 тысяч человек.
В связи с беспрецедентной секретностью проекта строителям давались задания по частям: по мере достижения определённой глубины строители получали новое задание на следующую глубину.
6 метров
В первоначальном проекте шла речь о глубине в 10 м, первые несколько метров были выкопаны вручную.
В качестве средств механизации использовались тачки-грабарки, землю вывозили на отвал в 300 м от котлована.
Отметка была достигнута в середине января 1947 года, котлован представлял собой квадрат стороной 80 м в плане глубиной 6 м.
10 метров
На этой отметке была обнаружена твёрдая скала, разрабатывать которую вручную было очень медленно. С этого момента постоянно проводились взрывные работы: обычной силы — на рыхление породы и взрывы увеличенной силы — на выброс породы.
Объёмы взрывных работ были очень высокими: с октября 1946 года по март 1947 года было выполнено 30 взрывов, в результате 100 тыс. м3 крепкой скальной породы было выброшено и 70 тыс. м3 взрыхлено.
Сапёры выкопали шурфов общей длиной порядка 3000 м, минных камер общим объёмом около 1300 м3.
18 метров
Был получен новый проект, глубина котлована должна была достичь 43 м. Из работавших на стройке никто не имел опыта ведения работ на такой большой глубине. Применявшиеся на стройке технологии не позволяли работать на глубине более 20 м, поэтому пришлось расширять котлован для прокладки подъездных путей.
25 метров
После того, как на отметке в 20 м был проведён успешный взрыв на выброс, удалось достичь уровня в 25 м. Были установлены механизмы: два экскаватора, а также десять подъёмников, созданных на ремонтно-механическом заводе. Экскаваторы перемещали грунт в сторону ковшей подъёмников, загрузка ковшей производилась вручную. От подъёмников грунт перемещали на грузовиках ЗИС-5 и Studebaker US6, но их постоянно не хватало, и параллельно задействовались грабарки. Эта схема работы показала себя успешной и позволила успешно достичь глубины в 43 м.
По мере продвижения произошёл инцидент с проникновением грунтовых вод в котлован. Поскольку производительность и мощность установленных на стройке насосов была невелика, пришлось установить промежуточную насосную станцию. Когда зимой эта система отказала, котлован стал быстро наполняться водой, пришлось эвакуировать рабочих. Несмотря на мороз, механик объекта А. И. Ложкин, нырнув в ледяную воду, исправил заевший клапан и спас положение. Этот случай стал известен всему коллективу.
43 метра
Указание было выполнено в марте 1947 года, после этого проектировщики дали задачу заглубиться ещё на 10 м.
Этот последний участок стал самым сложным, и на нём работали исключительно строители-добровольцы, руководил которыми лично Д. С. Захаров.
Земляные работы были полностью завершены в апреле 1947 года, котлован имел диаметр 110 м на поверхности земли и 80 м на дне, итоговая глубина — 54 м.

### Здание реактора
К зиме 1947—1948 годов строительство здания реактора было завершено и начался монтаж оборудования, производившийся опять-таки в предельно сжатые сроки и в обстановке секретности.  Требования по качеству работ, точности изготовления и монтажа были очень жёсткими, особенно к исполнителям и организаторам работ при сборке графитовой кладки.
1 июня 1948 года завершилось создание промышленного реактора, на которое потребовалось:
- 5000 тонн металлоконструкций и оборудования,
- 230 километров трубопроводов,
- 165 километров электрических кабелей,
- 5745 единиц задвижек и прочей арматуры,
- 3800 измерительных и контрольных приборов.

Озеро Кызылташ является технологическим спецводоёмом «В-2» ПО «Маяк».
Государственная комиссия приняла комплекс реактора «А-1» в эксплуатацию.

## Эксплуатация и происшествия
1 июня 1948 года в 8 часов 50 минут началась загрузка реактора рабочей продукцией — урановыми блочками. 
8 июня в 00 часов 30 минут Игорь Васильевич Курчатов собственноручно осуществил физический пуск первого в Советском Союзе промышленного ядерного реактора. Реактор работал в штатном режиме, числа́ нейтронов, возникающих при делении урана, вполне хватало для цепной реакции и образования из урана-238 плутония-239. Передавая пульт управления сменному персоналу, Курчатов записал в журнале: «Начальникам смен! Предупреждаю, что в случае останова воды будет взрыв. Поэтому ни при каких обстоятельствах не допускается прекращение подачи воды».
17 июня 1948 года реактор был готов к началу подъёма мощности и выводу на проектный уровень. В 17:00 начальник смены Феоктист Елисеевич Логиновский распорядился включить рабочий режим водоснабжения, контроля и обеспечения готовности всех рабочих мест к подъёму мощности. За пультом управления находились Игорь Семенович Панасюк и Игорь Васильевич Курчатов. После получения докладов о готовности Курчатов разрешил подъём мощности, которая была достигнута 19 июня в 12 часов 45 минут. 
С этой даты началась производственная деятельность комбината № 817, нарабатывавшего плутоний для первой советской ядерной бомбы. 
В первые сутки работы на проектной мощности в ячейке «17-20» произошло первое «тяжёлое» зависание продукции («козёл»). «Б. В. Брохович: „…уже тогда, при первом подъёме мощности, из-за неполного закрытия шарового клапана урановые блоки недостаточно охлаждались, что привело к «закозлению» ячеек (17-20)“.»
К этой аварии относится запись Курчатова в оперативном журнале начальников смен от 30 июня 1948 года: «Начальникам смен! Предупреждаю, что в случае остановки воды рабочего и холостого хода одновременно будет взрыв. Поэтому аппарат без воды оставлять нельзя ни при каких обстоятельствах. Прошу директора реакторного завода ознакомить под расписку тех работников, от которых это зависит». 
С начала работы реактора до 1951 года сброс сгонных вод радиохимического производства осуществлялся в гидрографическую сеть, что привело к необратимому радиоактивному загрязнению поймы и русла реки Течи. Потом, с 1951 года радиоактивные отходы радиохимического завода сбрасывались в озеро Карачай. Только в 1953 году были построены хранилища радиоактивных отходов. Это были бетонные ямы с огромными, не охлаждаемыми контейнерами из нержавеющей стали.

29 сентября 1957 года произошла чрезвычайная ситуация с массовым выбросом радиоактивных веществ — 80 тонн не охлажденных отходов контейнера № 14 взорвались. Мощность взрыва составила 100 тонн в тротиловом эквиваленте. Взрывом было снесено все вокруг. По современной международной классификации радиационных инцидентов и аварий МАГАТЭ эта авария относится к тяжёлой и соответствует 6-му уровню из 7 возможных, с последствиями, повлёкшими необходимость применения мер радиационной защиты населения в локальном масштабе. Уступает лишь авариям на ЧАЭС и Фукусима-1, произошедшим значительно позднее.
После аварии реактор А-1 окончил свою работу.
В тяжелейших условиях, путём проб и ошибок первопроходцы-атомщики искали и находили решения возникавших проблем, стараясь при этом сохранить каждый блочок урана для максимально возможного накопления плутония. По проекту первый промышленный реактор «А» должен был проработать всего 3 года. Фактически он эксплуатировался 38,5 лет — до 1987 года.

## Конструкция
Реактор был смонтирован в подземной шахте, активная зона находилась существенно глубже уровня земли, что обеспечивало высокую степень радиационной защиты.
Активная зона диаметром 9,2 метра и высотой 9,2 метра набрана из графитовых колонн сечением 200×200 мм. Общая масса кладки — 1000 тонн. По всей высоте 1139 колонн проходили трубы диаметром 44 мм, где располагались топливные и управляющие элементы. Активную зону окружали баки с водой и толстые бетонные стены.

## История реактора в кино и литературе
В 2020 г. в прокат вышел 8-серийный художественный фильм «Бомба», где главного героя сыграл Виктор Добронравов, а его жену (Аннушку) —  актриса Евгения Брик, бывшего жениха Галеевой) — Евгений Ткачук.